# Antinatalismo
(Montesquieu, Lettere persiane)
L'antinatalismo è una concezione filosofica che assegna un valore negativo alla nascita. Questa idea è stata sostenuta da pensatori e scrittori come Giacomo Leopardi, Emil Cioran, Peter Wessel Zapffe, Thomas Ligotti, Louis-Ferdinand Céline, H.P. Lovecraft, Albert Caraco, David Benatar e Eugene Thacker. Tra i gruppi che incoraggiano e divulgano l'antinatalismo va ricordato il Voluntary Human Extinction Movement (Movimento per l'estinzione umana volontaria). La posizione opposta è il natalismo, che attribuisce invece alla nascita un valore positivo.

## Argomenti a favore dell'antinatalismo
Alcuni sostenitori della posizione antinatalista affermano che le politiche antinataliste potrebbero risolvere problemi come la sovrappopolazione, la carestia e l'esaurimento delle energie non rinnovabili. Alcune nazioni, come l'India e la Cina, hanno adottato politiche volte a ridurre il numero di figli per famiglia, nel tentativo di frenare i gravi problemi di sovrappopolazione e la pesante pressione sulle risorse naturali, anche se questi interventi non promulgavano uno scoraggiamento della nascita in generale.
Paul Ehrlich, nel suo libro The Population Bomb, ha affermato che il rapido incremento della popolazione potrebbe presto creare una crisi. L'autore ha auspicato politiche antinataliste coercitive da applicare a livello globale, al fine di evitare una catastrofe malthusiana, sostenendo che in mancanza di decisioni a favore dello spopolamento il problema peggiorerà.

Arthur Schopenhauer (1788–1860), filosofo noto per la sua posizione antinatalista

Arthur Schopenhauer ha sostenuto che il valore della vita è fondamentalmente negativo, perché qualsiasi esperienza positiva sarà sempre minore rispetto alla sofferenza, sentimento molto più forte.
Secondo Jimmy Alfonso Licon, la procreazione è moralmente giustificata solo se c'è qualche modo per acquisire un consenso informato da una persona non-esistente; ma questo è impossibile; perciò, la procreazione è immorale. Anche Gerald Harrison e Julia Tanner hanno sostenuto che la procreazione umana danneggia gli animali e l'ambiente naturale e che potrebbe essere sbagliato costringere qualcuno ad esistere senza aver chiesto il suo consenso, anche perché la mancata procreazione non priva il non-esistente di nulla.

## Etica negativa
Julio Cabrera propone il concetto di etica negativa, in opposizione alla tendenza di considerare come etico ciò che afferma l'essere. Descrive la procreazione come un atto di manipolazione; portare un essere umano in una situazione dolorosa, pericolosa e unidirezionale (essere-per-la morte, essere-per-la malattia, essere-per-l'aggressione) in cui è impossibile essere morali verso tutti (per Cabrera è questo l'aspetto peggiore della condizione umana, l'impossibilità di essere morale). In questa situazione strutturalmente negativa, i piaceri e i valori positivi sono reattivi e l'essere umano è costantemente esposto a malattie, lesioni, danni e ad altre disgrazie e, infine, alla morte (inclusa l'esposizione a dolore fisico così intenso da impedire la possibilità di un funzionamento dignitoso e morale anche in misura minima). Inoltre, fin dai primi momenti della vita, l'essere umano è soggetto a un lento e doloroso processo temporale di decomposizione che conduce alla morte. Egli distingue la morte strutturale (Structural Death), cioè la mortalità, il processo di morte avviato dalla nascita alla morte (Punctual Death), vale a dire l'evento certo (punctual, ovvero dotato di una precisa data) della sparizione fattuale. A suo avviso, se qualcuno si rammarica di morire, quindi riconosce la morte come un male, dovrebbe anche rimpiangere di essere nato e riconoscere la nascita come malvagia, dal momento che non è possibile nascere in modo non mortale.
Cabrera sostiene che la procreazione è una violazione di una scelta autonoma, in quanto attraverso la procreazione agiamo per conto di questo essere umano pur non avendone il suo consenso; un soggetto razionale, avendo informazioni affidabili sulla condizione umana e la possibilità di scegliere la sua eventuale venuta all'esistenza (questo è un esperimento mentale proposto da Richard Hare, il quale presume che sarebbe ovvio scegliere la nascita), potrebbe non voler nascere e sperimentare il danno associato all'esistenza. Secondo Cabrera, l'etica (anche secondo un'etica affermativa) si fonda su di un concetto generale che egli chiama l'articolazione etica fondamentale (Fundamental Ethical Articulation): la considerazione degli interessi altrui, la non manipolazione e il non danno degli altri. La procreazione per lui è un'evidente violazione di tale articolazione etica fondamentale. Dal suo punto di vista, i valori ampiamente accettati da un'etica affermativa come quella che non causa dolore inutile, che prevede la non manipolazione degli altri e rispetto della libertà umana, se affrontati in modo radicale, dovrebbero portare al rifiuto della procreazione.
Cabrera considera anche il problema di essere un creatore in relazione alla teodicea e sostiene che proprio come è impossibile difendere l'idea di un Dio buono come creatore, è anche impossibile difendere l'idea di un uomo buono come creatore. Nella genitorialità, il genitore umano imita il genitore divino, nel senso che l'educazione potrebbe essere intesa come una forma di ricerca della "salvezza", la "retta via" per quel bambino. Tuttavia, un essere umano potrebbe decidere che è meglio non soffrire affatto che soffrire. Secondo Cabrera, il male non è associato alla mancanza dell'essere, ma alla sofferenza e alla morte di ciò che è vivo. Quindi, al contrario, il male è solo ed ovviamente associato all'essere.

## Imperativo categorico
Julio Cabrera, David Benatar, e Karim Akerma sostengono che la procreazione è contraria all'imperativo categorico kantiano, così come espresso nella Fondazione della metafisica dei costumi (secondo Kant, un uomo non dovrebbe mai essere usato come mezzo per un fine, ma essere sempre un fine in se stesso). Sostengono che una persona può essere creata per il bene dei suoi genitori o di altre persone, ma che è impossibile creare qualcuno per il suo bene. Cabrera crede che la procreazione sia un esempio di manipolazione totale perché l'umano non ha avuto alcuna possibilità di difendersi ed evitare questo atto. Heiko Puls sostiene che le considerazioni di Kant in merito ai doveri dei genitori e alla procreazione umana in generale implichino argomenti per un antinatalismo eticamente giustificato. Kant, tuttavia, secondo Puls, respinge questa posizione con la sua teleologia per ragioni meta-etiche.

## Utilitarismo negativo
L'utilitarismo negativo sostiene che ridurre al minimo la sofferenza ha un'importanza morale maggiore della massimizzazione della felicità.
Hermann Vetter (nato nel 1933) concorda con la tesi dell'asimmetria della procreazione di Jan Narveson (nato nel 1936), secondo cui:
- Non c'è obbligo morale di mettere al mondo un altro essere umano, anche se potessimo essere sicuri che sarà molto felice per tutta la sua vita.
- C'è invece obbligo morale nel non mettere al mondo un altro essere umano se si può prevedere che sarà infelice.

Tuttavia, non è d'accordo con la conclusione proposta da Narveson:
- In generale, se non si può prevedere né che tale essere umano sarà infelice, né che porterà disutilità verso gli altri, non vi è alcun obbligo di avere o non avere un figlio.

Secondo la tesi del "dovere di non-danneggiamento" (Duty to not harm argument) la matrice teorica della decisione si presenta secondo il seguente schema:
|                                      | tale essere umano sarà più o meno felice | tale essere umano sarà più o meno infelice |
| ------------------------------------ | ---------------------------------------- | ------------------------------------------ |
| mettere al mondo un essere umano     | dovere né adempiuto né violato           | dovere violato                             |
| non mettere al mondo un essere umano | dovere né adempiuto né violato           | dovere adempiuto                           |

Sulla base di ciò, conclude che non dovremmo mettere al mondo altri esseri umani:
Marc Larock presenta una teoria che chiama deprivazionismo:
- Ogni persona ha interesse ad acquisire e soddisfare una nuova predilezione (preference)
- Ogni volta che una persona viene privata della possibilità di soddisfare una propria predilezione ciò viola un interesse ed è quindi un danno con un disvalore finito.
- Se una persona viene privata di un numero infinito di nuove predilezioni soddisfatte, subisce un numero infinito di danni.
- La morte ci priva di un numero infinito di nuove predilezioni e del loro soddisfacimento.
- Tenendo conto che la morte è un danno infinitamente grande e tutti moriremo, non dovremmo creare nuove persone.

Karim Akerma afferma che dovremmo astenerci dalla procreazione perché le cose belle della vita non compensano le cose cattive, come, ad esempio, l'esperienza di dolore indicibile, le sofferenze dei feriti, dei malati o dei morenti.
Riguardo alla questione del suicidio, la maggioranza degli antinatalisti sostengono che non sia l'opzione primaria, e che spesso sia da scartare: 
(Thomas Ligotti)
(David Benatar)

## David Benatar
David Benatar sostiene che per principio l'inflizione di danni è moralmente sbagliata e va evitata e che vi è una cruciale asimmetria tra piacere e dolore. Ha affermato inoltre che la nascita di una nuova persona comporta sempre un danno non banale a quella persona, e che quindi vi è un imperativo morale a non procreare. La sua argomentazione è basata sulle seguenti premesse:
1. La presenza del dolore è male.
2. La presenza del piacere è bene.
3. L'assenza del dolore è bene, anche se di questo bene non ne gode nessuno.
4. L'assenza di piacere non è male a meno che non ci sia qualcuno per il quale questa assenza è una privazione.[30][31]

| Scenario A (X esiste)           | Scenario B (X non esiste)          |
| ------------------------------- | ---------------------------------- |
| (1) Presenza del dolore (Male)  | (3) Assenza del dolore (Bene)      |
| (2) Presenza del piacere (Bene) | (4) Assenza del piacere (Non Male) |

Riguardo alla procreazione, l'argomentazione verte sul fatto che l'esistenza genera sia esperienze buone che cattive, dolore e piacere, mentre non nascere non comporta né dolore né piacere. L'assenza di dolore è buona, l'assenza di piacere non è male. Pertanto, la scelta etica viene valutata a favore della non procreazione.
Se qualcuno esiste, c'è la presenza del dolore e la presenza del piacere. Se nessuno esiste, niente di male succede e il dolore è evitato. Per Benatar, "qualunque sofferenza sarebbe del tutto sufficiente nel far diventare il venire al mondo un danno". Il danno che il venire al mondo crea è evitabile e inutile. Secondo Benatar, è sempre bene evitare un danno lì dove sia possibile e pertanto è sempre un bene non venire al mondo.
Benatar spiega la suddetta asimmetria usando quattro altre asimmetrie che egli considera del tutto plausibili:
1. Abbiamo l'obbligo morale di non creare persone infelici e non abbiamo alcun obbligo morale di creare persone felici. Il motivo per cui esiste un obbligo morale di non creare persone infelici è che crediamo che la presenza di dolore sia dannosa per coloro che subiscono tale dolore, l'assenza di dolore è buona anche quando non c'è qualcuno che sta vivendo questo bene. Al contrario, la ragione per cui non c'è obbligo morale di creare persone felici è che, sebbene il sentimento di piacere sarebbe un bene per loro, l'assenza di piacere quando non vengono all'esistenza non sarà di per sé una cosa negativa, perché non ci sarà nessuno che sarà privato di questo bene.
2. È strano menzionare gli interessi di un potenziale nuovo essere umano come una ragione per cui decidiamo di crearlo, e non è strano menzionare gli interessi di un potenziale nuovo essere umano come una ragione per cui decidiamo di non crearlo. Che tale essere umano possa essere felice non è una ragione morale valida per crearlo. Al contrario, che tale nuovo essere umano possa essere infelice è una ragione morale valida per non crearlo. Se l'assenza di piacere fosse negativa anche nel caso non esistesse nessuno a sperimentarla, avremmo un obbligo significativo per creare non solo uno, ma il maggior numero possibile di esseri umani. Se, tuttavia, l'assenza di dolore non è buona anche senza che qualcuno sperimenti questo bene, non avremmo comunque una ragione morale significativa per non creare nuovi esseri umani.
3. Un giorno potremmo rimpiangere, per il bene di una persona la cui esistenza era condizionata alla nostra decisione, di averla creata - una persona può essere infelice e la presenza del suo dolore sarebbe una cosa negativa. Ma non sentiremo mai rimpianti, per il bene di una persona la cui esistenza era condizionata alla nostra decisione, a non averla creata - un individuo non sarà privato della felicità, perché non esisterà mai, e l'assenza di felicità non sarà un male, perché non ci sarà nessuno che sarà privato di questo bene.
4. Proviamo tristezza per il fatto che da qualche parte le persone giungono nell'esistenza e soffrano, e non proviamo tristezza per il fatto che da qualche parte tali persone non siano mai nate e in tal posto ci siano persone felici. Quando sappiamo che da qualche parte la gente nasce e soffre, proviamo compassione. Il fatto che su qualche isola deserta o pianeta le persone non siano mai nate e di conseguenza non soffrano è un bene. Questo perché l'assenza di dolore è buona anche quando c'è qualcuno che sta vivendo questo bene. D'altra parte, non proviamo tristezza per il fatto che su qualche isola deserta o pianeta le persone non siano mai nate e non siano felici. Questo perché l'assenza di piacere è negativa solo quando qualcuno esiste per essere privato di questo bene.[32]

Benatar cita inoltre l'argomento di Seana Shiffrin, secondo cui ci sono quattro fattori che rendono la procreazione moralmente problematica:
1. Non vi è un grande danno se non viene intrapresa alcuna azione;
2. Se viene intrapresa un'azione, i danni subiti possono essere molto gravi;
3. La condizione imposta non può essere evitata senza costi elevati (il suicidio è spesso un'opzione fisicamente, emotivamente e moralmente straziante);
4. Il consenso ipotetico non tiene conto delle caratteristiche dell'individuo che dovrà sostenere la condizione imposta.

Secondo Benatar, mettendo al mondo un essere umano, siamo responsabili non solo per la sua sofferenza, ma potremmo essere anche corresponsabili per la sofferenza di ulteriori discendenti di questo essere umano:
A tal riguardo Benatar cita le seguenti statistiche che mostrano come:
- più di quindici milioni di persone sono morte per disastri naturali negli ultimi 1.000 anni,
- Circa 20.000 persone muoiono ogni giorno per fame,
- circa 840 milioni di persone soffrono di fame e malnutrizione,
- tra il 541 a.C e il 1912, si stima che oltre 102 milioni di persone siano morte di peste,
- l'epidemia di influenza del 1918 ha ucciso 50 milioni di persone,
- 11 milioni di persone muoiono ogni anno a causa di malattie infettive
- le neoplasie maligne tolgono la vita a più di 7 milioni di persone ogni anno,
- circa 3,5 milioni di persone muoiono ogni anno in incidenti,
- circa 56,5 milioni di persone sono morte nel 2001, ovvero più di 107 persone al minuto,
- prima del XX secolo oltre 133 milioni di persone furono uccise in uccisioni di massa,
- nei primi 88 anni del ventesimo secolo 170 milioni (e forse 360 milioni) furono fucilati, percossi, torturati, accoltellati, bruciati, affamati, congelati, schiacciati, sepolti vivi, annegati, impiccati, bombardati o uccisi in qualsiasi altra miriade di modi in cui i governi hanno inflitto la morte a cittadini disarmati e indifesi,
- ci furono 1,6 milioni di decessi legati al conflitto nel sedicesimo secolo, 6,1 milioni nel diciassettesimo secolo, 7 milioni nel diciottesimo, 19,4 milioni nel diciannovesimo e 109,7 milioni nel ventesimo,
- le ferite legate alla guerra hanno causato 310.000 morti nel 2000,
- circa 40 milioni di bambini sono maltrattati ogni anno,
- più di 100 milioni di donne e bambini attualmente viventi sono stati sottoposti a mutilazione genitale,
- Si ritiene che 815.000 persone si siano suicidate nel 2000[35] (attualmente, si stima che atti di suicidio avvengano ogni 40 secondi, più di 800.000 persone all'anno).[36]

Oltre agli argomenti filantropici che "derivano dalla preoccupazione per gli umani che verranno portati nell'esistenza", Benatar afferma anche che un altro percorso verso l'antinatalismo è l'argomento misantropico:

## Peter Wessel Zapffe

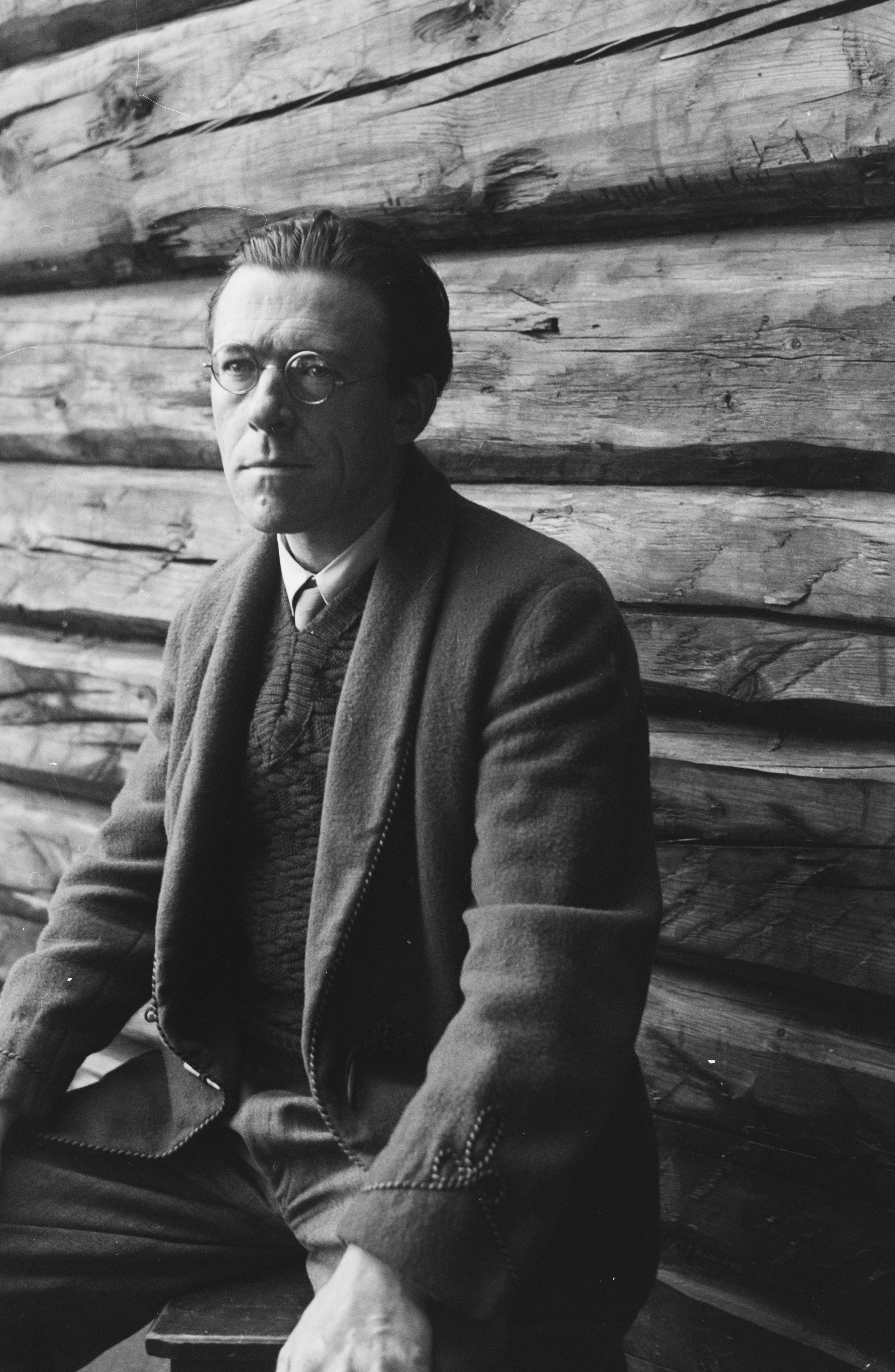
Peter Wessel Zapffe

Peter Wessel Zapffe (1899-1990) considerava l'uomo un paradosso biologico, avendo egli raggiunto una "eccedenza di coscienza" che gli ha imposto più di quanto lui potesse sopportare e gli ha instillato la consapevolezza di dover morire. L'uomo, secondo Zapffe, analizza il passato e si crea aspettative di giustizia e significato dal futuro, nutre bisogni e desideri che non può soddisfare e l'unica cosa che gli consente di continuare a esistere in quanto specie è il confronto con la realtà ma esso lo costringe a sviluppare meccanismi di difesa, che possono essere osservati sia individualmente che socialmente, nei modelli di comportamento umano. Per Zapffe, l'umanità dovrebbe interrompere questo autoinganno e la conseguenza naturale sarebbe che si astenesse dalla procreazione, causando in tale modo la sua stessa estinzione.
"Secondo la mia concezione della vita, ho scelto di non portare al mondo figli. Una moneta è esaminata, e solo dopo un attento esame data a un mendicante, mentre un bambino è gettato nella brutalità cosmica senza esitazione."

## Realismo
Alcuni antinatalisti credono che molte persone non valutino la realtà in modo accurato, il che influenza il desiderio di avere figli.
Peter Wessel Zapffe identifica quattro meccanismi repressivi che usiamo, consapevolmente o meno, per limitare la nostra coscienza della vita e del mondo:
- Isolamento: l'eliminazione arbitraria dalla nostra coscienza e dalla coscienza degli altri di tutti i pensieri e sentimenti negativi associati ai fatti spiacevoli della nostra esistenza. Nella vita quotidiana ciò si manifesta in un tacito accordo di rimanere in silenzio su alcuni argomenti, specialmente verso i bambini, per impedire di instillare in loro una paura del mondo e di ciò che li attende nella vita, prima che possano imparare altri meccanismi.
- Ancoraggio: la creazione di valori personali atti ad assicurare il nostro attaccamento alla realtà, come genitori, casa, scuola, Dio, chiesa, Stato, moralità, destino, legge della vita, popolo, futuro, accumulazione di beni materiali, autorità, ecc. Questo può essere interpretato come la creazione di una struttura difensiva, "una fissazione di punti all'interno, o la costruzione di muri intorno, la mischia liquida della coscienza", e la difesa della struttura contro le minacce.
- Distrazione: spostare l'attenzione su nuove impressioni per fuggire da circostanze e idee che consideriamo dannose o spiacevoli.
- Sublimazione: rifocalizzare le parti tragiche della vita in qualcosa di creativo o di valore, di solito attraverso un confronto estetico ai fini della catarsi. Ci concentriamo sugli aspetti immaginari, drammatici, eroici, lirici o comici della vita, per permettere a noi stessi e agli altri di sfuggire al loro vero impatto.

Secondo Zapffe, i disturbi depressivi sono spesso "messaggi da un senso della vita più profondo e immediato, frutti amari di una genialità del pensiero".
David Benatar cita tre fenomeni psicologici che ritiene responsabili della nostra inaffidabile valutazione della qualità della vita:
- Sindrome di Pollyanna: abbiamo una prospettiva positivamente distorta delle nostre vite, dal punto di vista del passato, del presente e del futuro.
- Adattamento: ci adattiamo alle nostre circostanze e, se peggiorano, il nostro senso di benessere si abbassa in previsione di quelle circostanze dannose secondo le nostre aspettative, che di solito sono separate dalla realtà delle nostre circostanze.
- Comparazione: giudichiamo le nostre vite confrontandole con quelle degli altri, ignorando gli aspetti negativi che hanno effetto su di tutti per concentrarsi su differenze specifiche. E a causa del nostro bias dell'ottimismo (Optimism bias), ci confrontiamo per lo più con quelli peggiori, per sovrastimare il valore del nostro stesso benessere.

Benatar conclude:
Thomas Ligotti (nato nel 1953) richiama l'attenzione sulla somiglianza tra la filosofia di Zapffe e la teoria della gestione del terrore. Tale teoria sostiene che gli esseri umani sono dotati di capacità cognitive uniche al di là di ciò che è necessario per la sopravvivenza, che include il pensiero simbolico, l'ampia autocoscienza e la percezione di se stessi come esseri temporali consapevoli della finitezza della loro esistenza. Il desiderio di vivere accanto alla nostra consapevolezza dell'inevitabilità della morte innesca il terrore in noi. L'opposizione a questa paura è tra le nostre motivazioni principali. Per evitarla, costruiamo strutture difensive intorno a noi stessi per garantire la nostra immortalità simbolica o letterale, per sentirci come un membro prezioso di un universo significativo e per concentrarci sulla protezione dalle minacce esterne immediate.

## Impatto sull'ambiente
I volontari del Voluntary Human Extinction Movement sostengono che l'attività umana è la causa primaria di degrado ambientale e quindi l'astenersi dalla riproduzione rappresenta un'"alternativa umanitaria ai disastri umani".
Benatar, Gunter Bleibohm (nato nel 1947), Gerald Harrison e Julia Tanner, sono attenti ai danni causati dall'uomo agli altri esseri senzienti. Miliardi di animali vengono abusati e massacrati ogni anno dall'uomo per la produzione di prodotti animali e per la sperimentazione, così come tramite la distruzione degli habitat o altri danni ambientali e infine per piacere sadico. Tendono ad essere d'accordo con i pensatori dei diritti degli animali che tale danno è immorale. Considerano la specie umana la più distruttiva del pianeta, sostenendo che senza nuovi esseri umani non ci saranno danni causati ad altri esseri senzienti dai nuovi umani.
Il filosofo franco-uruguaiano Albert Caraco, nonostante le proprie posizioni di pessimismo, nichilismo e misantropia (assai simili a quelle di Emil Cioran), adduceva anche la sovrappopolazione (per il relativo impatto ambientale e in quanto causa di guerre) come un argomento decisivo a favore dell'antinatalismo: "Con cento milioni di esseri umani la Terra diventerebbe il paradiso; con i miliardi che la divorano e la insozzano sarà l’inferno da un polo all’altro, la prigione della specie...".

## Nel mondo antico e nella religione
(Sofocle, Edipo a Colono, vv. 1224-1237)
Władysław Tatarkiewicz fa notare alcune opinioni antinataliste espresse da Sofocle (intorno al 496-406 a.C.) e da alcuni autori greci prima di lui:
Alla sentenza di Omero e Sofocle faranno eco in futuro, anche polemicamente, diversi pensatori, da Epicuro (in disaccordo) e Nietzsche ne La nascita della tragedia.
(Epicuro, Lettera a Meneceo)
L'insegnamento del Buddha (400 aC circa) è interpretato da Hari Singh Gour (1870-1949) come segue:
I Marcioniti, un gruppo vicino allo gnosticismo cristiano, credevano che il mondo visibile fosse una creazione malvagia di un demiurgo crudele, geloso e arrabbiato, Yahweh. Secondo tale insegnamento, l'umanità avrebbe dovuto opporsi a lui, abbandonare il suo mondo, non creare persone e fidarsi del buon Dio della misericordia, straniero e distante.
Gli Encratiti osservarono che la nascita porta alla morte. Per vincere la morte, la gente dovrebbe desistere dalla procreazione: "non produrre foraggio fresco per la morte".
I Manichei, i Bogomili e i Catari (gruppo gnostico medievale) considerano tutto il mondo materiale opera del Male, credevano che la procreazione condannasse l'anima nel carcere della materia malvagia. Videro la procreazione come uno strumento di un dio malvagio, demiurgo, o di Satana che imprigiona l'elemento divino nella materia, facendo quindi soffrire l'elemento divino. Il sesso, come anche il matrimonio, era per essi peccaminoso poiché serviva solo ad aumentare il numero degli schiavi di Satana.
Ai versetti biblici 4, 1-3 dell'Ecclesiaste si legge:
Nel Nuovo Testamento, in Luca 23, 29 si trova l'affermazione di Gesù durante la sua salita al Calvario:

## Critiche
Le critiche all'antinatalismo vertono sul vedere un valore positivo nel mettere al mondo altri esseri umani. I risultati di alcuni sondaggi sulla soddisfazione soggettiva nei confronti della vita mostrano un vasto surplus di persone felici, il che porta a suggerire che il beneficio complessivo della procreazione è maggiore del danno e che pertanto la procreazione può considerarsi moralmente giustificata. David Wasserman nella sua critica all'antinatalismo critica, tra le altre cose, le argomentazioni di David Benatar e l'argomento del consenso.